# 1882 en Colombie-Britannique
Chronologie de la Colombie-Britannique
- 1878
- 1879
- 1880
- 1881
- 1882
- 1883
- 1884
- 1885
- 1886

Cette page concerne des événements qui se sont produits durant l'année 1882 dans la province canadienne de Colombie-Britannique.

## Politique

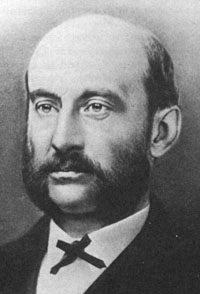
Robert Beaven

- Premier ministre : George Anthony Walkem puis Robert Beaven.
- Chef de l'Opposition :
- Lieutenant-gouverneur : Clement Francis Cornwall
- Législature :

## Événements
- 13 juin : Robert Beaven devient premier ministre de la Colombie-Britannique, remplaçant George Anthony Walkem.